# Infrastruktur, Verkehr und Telekommunikation in Kroatien
Der Infrastruktur- und Telekommunikationssektor ist derzeit einer der sich am schnellsten entwickelnden Bereiche der kroatischen Wirtschaft. Die Investitionstätigkeit ist dabei wie schon in den letzten Jahren die Hauptstütze des Wachstums.
Das kroatische Wirtschaftswachstum und der Lebensstandard der kroatischen Bevölkerung sind direkt von den Investitionen in diesem Bereich abhängig. Insbesondere für den Tourismus erhofft man sich nachhaltige Auswirkungen durch bessere Infrastrukturlösungen. Eine bereits in Kraft getretene, transparentere und härtere Gesetzgebung soll hier unkontrolliertes Bauen verhindern.

## Infrastruktur
Vor der Insel Krk ging 2021 ein schwimmendes LNG-Terminal in Betrieb.

### Adriatische Gaspipeline
Angesichts der vergangenen Engpässe in der europäischen Gasversorgung und die Abhängigkeit Westeuropas von Gasimporten aus Russland wird immer mehr darüber nachgedacht, wie man diese Abhängigkeit verringern kann. Unter anderem wird dabei auch über den Bau der Adriatischen Gaspipeline nachgedacht, die Gas aus Afrika oder dem nahen Osten durch das Adriatische Meer via Kroatien nach Europa führen würde.
Das kroatische Mineralölunternehmen INA (Industrija nafte) ist im Besitz einiger Gasvorkommen in der oberen Adria (in Kooperation mit italienischen Unternehmen, die das Gas über Italien nach Kroatien leiten). Das kroatische Konsortium Plinacro stellte in österreichisch-italienischer Zusammenarbeit die fehlende Gasleitungsverbindung (Investitionssumme 90 MEUR) zwischen Pula und Karlovac (195 km) her, wo die Pipeline mit anderen Versorgungswegen des europäischen Gasleitungsnetzes verbunden ist. Diese Verbindung wurde am 22. November 2006 freigegeben.
Ebenso soll die kroatische Gasförderplattform Ivana K durch eine untermeerische Pipeline mit dem kroatischen Festland verbunden werden. Die Pipeline stellt somit eine direkte Gasleitung zwischen den Gasvorkommen in der Nordadria mit Istrien, der Region Primorje-Gorski kotar, der Gespanschaft Karlovac und dem internationalen Gasleitungsnetz dar.
Bis 2009 soll das Gasleitungsnetz auch in die Regionen Lika und Dalmatien erweitert werden (Pipeline Bosiljevo–Split, 295 km). Insgesamt beträgt die Länge des kroatischen Gasleitungsnetzes 1657 km (weitere 394 km sind in Bau).

### Adriatische Ölpipeline
Das kroatische Ölpipeline-Netz wird von der Aktiengesellschaft JANAF (kroatisch Jadranski naftovod ‚Adriatische Ölpipeline‘) verwaltet. Bereits seit 1979 existiert eine Verbindung vom Ölterminal Omišalj auf der nordadriatischen Insel Krk bis zur ungarischen Grenze. Ein Teil des JANAF-Netzes verläuft durch Serbien.
Insgesamt gehören zum JANAF-System Ölpipelines in einer Länge von 759 km, der Großteil davon (610 km) befindet sich in Kroatien:
- Omišalj−Sisak
- Sisak−Virje−Gola
- Virje−Lendava
- Sisak−Slavonski Brod
- Slavonski Brod−Sotin

Erst unlängst wurde die kroatische Öffentlichkeit über das Projekt „Družba Adria“ informiert. Das Projekt sah die Ölausfuhr aus der Russischen Föderation über Belarus, die Ukraine, die Slowakei und Ungarn nach Kroatien vor. Außerdem wären dabei Tankertransporte über den Hafen von Omišalj geplant gewesen. Die Reaktionen auf dieses Vorhaben fielen jedoch größtenteils sehr negativ aus, da eine Verschmutzung der Adria befürchtet wird (ebenso existiert das Problem des Ballastwassers von Tankern). Das Projekt ist bis auf weiteres auf Eis gelegt worden.

### Donau-Save-Kanal
Der Kanal sollte die Adriagegend verkehrstechnisch mit dem Donau-Schifffahrtsweg verbinden und somit einen kosteneffizienteren Transport gewährleisten. Das Projekt, das bereits seit Ende des 18. Jahrhunderts erdacht wurde, wird gleichzeitig auch die kürzeste Schifffahrts-Verbindung von Kroatien nach West- und Osteuropa darstellen.
Das Mehrzweck-System des Kanals sollte nebst der Schifffahrt auch zur Bewässerung und Wasserableitung in den fruchtbaren Agrar-Gegenden Slawoniens dienen (besonders in der Gegend um Vinkovci), wie auch anderen Funktionen nützen. Der Kanal sollte eine Länge von ca. 50 km aufweisen, etwa 30 m breit werden und eine Tiefe von 3 m haben. Wichtigste Errungenschaft wäre jedoch, dass der Kanal den Schifffahrtsweg von Slavonski Brod an der Save nach Vukovar an der Donau um sogar 400 km verkürzen würde. Die Bauarbeiten, welche in zwei Phasen eingeteilt werden, sollten etwa 10 Jahre dauern und werden größtenteils den bereits bestehenden Wasserwegen der Flüsse Vuka, Bosut, Biđ und Konjsko folgen.
Die Vorteile des Projektes im Unterschied zum Straßen- und Eisenbahnverkehr wären: Längere Haltbarkeit der Objekte, niedriger Energieverbrauch, größere Sicherheit, niedrigere Transportkosten etc. Da die Transportkosten heutzutage einen wesentlichen Bestandteil der Gesamtkosten von gewissen Produkten ausmachen, würde somit auch die wirtschaftliche Konkurrenzfähigkeit Kroatiens gesteigert. Außerdem sollte dabei Vukovar eine strategische Bedeutung bekommen, was den Warentransit in diesem Teil Europas betrifft. Man erwartet auch, dass der Hafen von Vukovar somit zum wichtigsten kroatischen Flusshafen werden könnte, auch bei internationalen Waren. Durch die Ansiedlung von Handels- und Produktionszonen wird Vukovar ebenfalls wachsende Bedeutung zukommen. (Geschätzter Warenverkehr von etwa 8 Mio. Tonnen jährlich)
Mit dem Baubeginn wird demnächst gerechnet. Die Baukosten belaufen sich auf ca. 4,5 Milliarden Kuna (ca. 610 Millionen Euro). Es wird mit einem Bauende 2013 gerechnet.

## Verkehr

### Luftverkehr
Internationale Flughäfen in Kroatien
| Flughafen           | Abk. | Lage                                                                                               | Web                  |
| ------------------- | ---- | -------------------------------------------------------------------------------------------------- | -------------------- |
| Flughafen Zagreb    | ZAG  | im Vorort Pleso, 17 km südöstlich des Zentrums von Zagreb, unmittelbar vor der Stadt Velika Gorica | zagreb-airport.hr    |
| Flughafen Split     | SPU  | im Vorort Kaštela 25 km westlich von Split                                                         | split-airport.hr     |
| Flughafen Dubrovnik | DBV  | im Ort Čilipi bei Konavle, 13 km südöstlich des Zentrums von Dubrovnik                             | airport-dubrovnik.hr |
| Flughafen Zadar     | ZAD  | 8 km östlich des Zentrums von Zadar                                                                | zadar-airport.hr     |
| Flughafen Rijeka    | RJK  | auf der Insel Krk (Brückenverbindung), 17 km südöstlich des Zentrums von Rijeka                    | rijeka-airport.hr    |
| Flughafen Pula      | PUY  | an der Südspitze der Halbinsel Istrien gelegen, ca. 5 km östlich des Zentrums von Pula             | airport-pula.hr      |
| Flughafen Brač      | BWK  | auf der Insel Brač in Mitteldalmatien                                                              | airport-brac.hr      |

Der Flughafen Osijek/Klisa (IATA: OSI) (20 km südöstlich des Zentrums von Osijek) wurde für den Regionalverkehr erneuert.
Derzeit unterhalten folgende Low-Cost-Fluglinien ganzjährige Linienflüge nach Kroatien: Germanwings, TUIfly, Ryanair und Wizz Air. Kroatien ist ebenso gut erreichbar mit EasyJet über Ljubljana, Slowenien oder mit Ryanair über Triest, Italien.
Saisonale Flüge (über die Sommermonate hinweg) bieten: Aeroflight, GB Airways, Norwegian Air Shuttle und Styrian Airways. Flyglobespan bietet Flüge von Pula nach Edinburgh und Glasgow an.
Von den etablierten Gesellschaften sind hauptsächlich die heimische Croatia Airlines (Mitglied der Star Alliance), Lufthansa und British Airways zu erwähnen.
Die aufgelöste Fluggesellschaft Air Croatia wurde faktisch nie eingesetzt.

### Straßenverkehr

Autobahnnetz (Stand: Ende 2009)

Mit dem Stand von Juni 2013 verfügt das Straßennetz über eine Gesamtlänge von 26.963,9 km. Darunter sind 1.413,1 km Autobahnen und Schnellstraßen, 6.867,7 km Staatsstraßen, 9.703,4 km Kreisstraßen und 8.979,7 km Gemeindestraßen. Die öffentliche Gesellschaft Hrvatske autoceste (HAC) ist im Auftrag der kroatischen Regierung für die Verwaltung und die Finanzierung der Autobahnen (mit Ausnahme von ÖPP-Projekten), Schnellstraßen und Staatsstraßen zuständig. Für Autobahnen ist auf ausgewählten Straßenabschnitten eine streckenabhängige Maut für Kraftfahrzeuge zu entrichten. Von 2009 bis 2012 wurden 23,07 Mrd. Kuna (entspricht ca. 3 Mrd. Euro) in das Straßennetz investiert, davon entfielen 12,8 Mrd. Kuna (ca. 1,7 Mrd. Euro) auf Neu- und Ausbau sowie Wartung der Autobahnen. Im Zeitraum von 2013 bis 2016 belaufen sich die Kosten für die geplanten Investitionen in das Straßennetz auf 23,10 Mrd. Euro, von denen 37,8 % für Investitionen in Autobahnen, 47,0 % für Investitionen in Staatsstraßen und 15,2 % Investitionen in die Kreis- und Gemeindestraßen ausgegeben wird.
2004 trat ein sehr umstrittenes neues Straßenverkehrsgesetz in Kraft, das drastische Maßnahmen für Trunkenheit am Steuer (0,0 Promille), verkehrsgefährdendes Fahren etc. vorsieht. Im Einklang dazu steht auch, dass alle neuen kroatischen Tunnels über Sicherheitsmaßnahmen wie z. B. eine installierte Videoüberwachung verfügen sowie dass an verschiedenen Punkten moderne Verkehrskontrollzentren errichtet wurden. Kroatien verfügt ebenfalls über ein relativ dichtes Netz von Autogas-Tankstellen (LPG).
Mit Jahresbeginn 2006 werden in Kroatien außerdem nurmehr Benzin- und Dieselkraftstoffe nach der EU-Norm „EURO IV“ angeboten.

#### Autobahnen
Das kroatische Autobahnnetz war in den 2010er Jahren eines der am schnellsten expandierenden in Europa. Nach der Unabhängigkeitserklärung 1991 begannen ernsthafte Planungen eines umfassenden Autobahnnetzes. Erste Autobahnabschnitte wurden zu der Zeit der kroatischen Teilrepublik der SFR Jugoslawien fertiggestellt. Bis 1991 wurden ca. 284,4 km Autobahnen sowie weiteren 23,8 km Halbautobahnen fertiggestellt und freigegeben. Wegen des Kroatienkriegs kamen keine Neubauten bis 1996 mehr hinzu.
Zu Beginn der 2000er Jahre wurde der Autobahnbau beschleunigt. Die Gründe dafür liegen vor allem daran, dass die kroatische Regierung Konzessionen für bestimmte Autobahnprojekte vergab.
Außerdem besaßen damals und besitzen heute Investitionen in die Autobahn-Infrastruktur Priorität bei der Regierung, die deren Ausbau als von strategischer Bedeutung für das Land sah. Die Notwendigkeit der Investitionen wird umso mehr deutlich, wenn man bedenkt, dass sie entscheidend zur Entwicklung eines Landes und einzelner Regionen bzw. zur Entwicklung der Hauptwirtschaftszweige beitragen. Das kroatische Verkehrsministerium legt außerdem Wert auf die Feststellung, dass es mit dem Bau von Autobahnen zu einer Steigerung der Beschäftigung komme und dies auch positive Effekte für die demographische Entwicklung Kroatiens bringen würde. Die Einbindung des modernen kroatischen Straßennetzes in das europäische Verkehrsnetz soll bei der Transitlage Kroatiens positive Auswirkungen für alle haben. Die Verantwortlichen betonen u. a. dass mit dem Ausbau der Autobahnen Engstellen in der Verkehrsinfrastruktur beseitigt werden würden und dass somit die Verkehrssicherheit und die Zeitersparnis steige. Insbesondere wichtig ist zu bemerken, dass es dadurch auch zu einer Revitalisierung der Häfen komme.
Von 1996 bis 2010 wurde das Grundnetz realisiert. In diesem Zeitraum wurden insgesamt 823,7 Autobahnkilometer freigegeben, sodass sich das Autobahnnetz auf 1106,3 km vergrößerte. Dabei wurde die 1000 km-Marke mit der Eröffnung des 40,3 km langen Abschnittes der Autobahn A1 zwischen Šestanovac und Ravča am 22. Dezember 2008 überschritten.

#### Schnellstraßen und Staatsstraßen

Zeichen für eine als Schnellstraße gekennzeichnete Straße.

Die kroatischen Staatsstraßen (auch: Nationalstraßen; kroatisch: Državne ceste, Singular Državna cesta) bilden das Hauptfernstraßennetz. Sie dienen dem nationalen und internationalen Verkehr. Ausgebaut sind sie teils wie Bundesstraßen, teils mehrspurig wie autobahnähnliche Straßen, mit getrennten Fahrbahnen. Sie werden als solche per Gesetz definiert. Die Klassifizierung einer Straße als Staatsstraße sagt nichts über den Ausbauzustand der Straße aus. Die Beschilderung setzt sich aus einem D als Abkürzung für Državna cesta und einer oder mehreren Ziffern gekennzeichnet. Die Nummerierung folgt folgendem Schema:
- Einstellige Zahlen (1–9) kennzeichnen Staatsstraßen, die in der Regel als Fernstraßen durch das ganze Land verlaufen und an Nachbarstaaten grenzen.
- Zweistellige Zahlen kennzeichnen Staatsstraßen, die auf dem Festland verlaufen.
- Dreistellige Zahlen kennzeichnen Staatsstraßen, die Inselhauptstraßen (100er), grenzüberschreitende Zweigstrecken (200er), Zweigstrecken (300er), Hafenzufahrten (400er) sowie Verbindungsstrecken (500er) darstellen.

Das Straßennetz der Staatsstraßen beträgt 6.867,7 Kilometer. Darunter sind einige autobahnähnliche Abschnitte als Schnellstraßen (kroatisch: Brze ceste, Singular Brza cesta) ausgewiesen. Diese sind kreuzungsfrei ausgebaut und können mit erhöhter Höchstgeschwindigkeit befahren werden. Im Unterschied zu Autobahnen sind sie mautfrei, nicht unbedingt mit zwei Fahrbahnen und ohne Pannenstreifen ausgestattet. Als Schnellstraßen können auch Abschnitte von Autobahnen, deren Neubau in Etappen erfolgt, gekennzeichnet werden. Entweder erfolgt im Falle eines einzelnen Abschnittes einer Staatsstraße keine gesonderte Beschilderung oder im Falle einer neu errichteten Schnellstraße als geplante Autobahn ist die Beschilderung aus einem B als Abkürzung für Brza cesta und einer oder mehreren Ziffern zusammengesetzt.

### Busverkehr
Im Gegensatz zum Bahnverkehr, der immer noch etwas unterentwickelt ist, sind Busse das populärste Verkehrsmittel in Kroatien. Außerdem stellen Busse das günstigste öffentliche Verkehrsmittel in Kroatien dar. Der nationale Busverkehr ist sehr gut entwickelt und man kommt relativ rasch von der Hauptstadt in den weitest-entferntesten Winkel Kroatiens. Ebenso gibt es von Kroatien aus zahlreiche internationale Busverbindungen in die Nachbarstaaten (Bosnien und Herzegowina, Slowenien etc.), wie auch nach Österreich, Deutschland, die Schweiz und andere europäische Staaten. Nahezu alle Busse auf den nationalen Buslinien sind klimatisiert und bieten angenehmen Reisekomfort. Internationale Busse entsprechen europäischen Standards. Üblicherweise wird direkt im Bus bezahlt, was gelegentlich sogar günstiger ist als am Schalter im Busbahnhof (Zuschlag für verstautes Reisegepäck).
In der Hauptstadt Zagreb befindet sich der größte und modernste Busbahnhof des Landes, mit eigenen Wartebereichen, die sich oberhalb der eigentlichen Bussteige befinden. Der Busbahnhof in Zagreb liegt unweit vom Hauptbahnhof (Glavni kolodvor) und ist mit den städtischen Straßenbahnlinien direkt erreichbar.

### Bahnverkehr

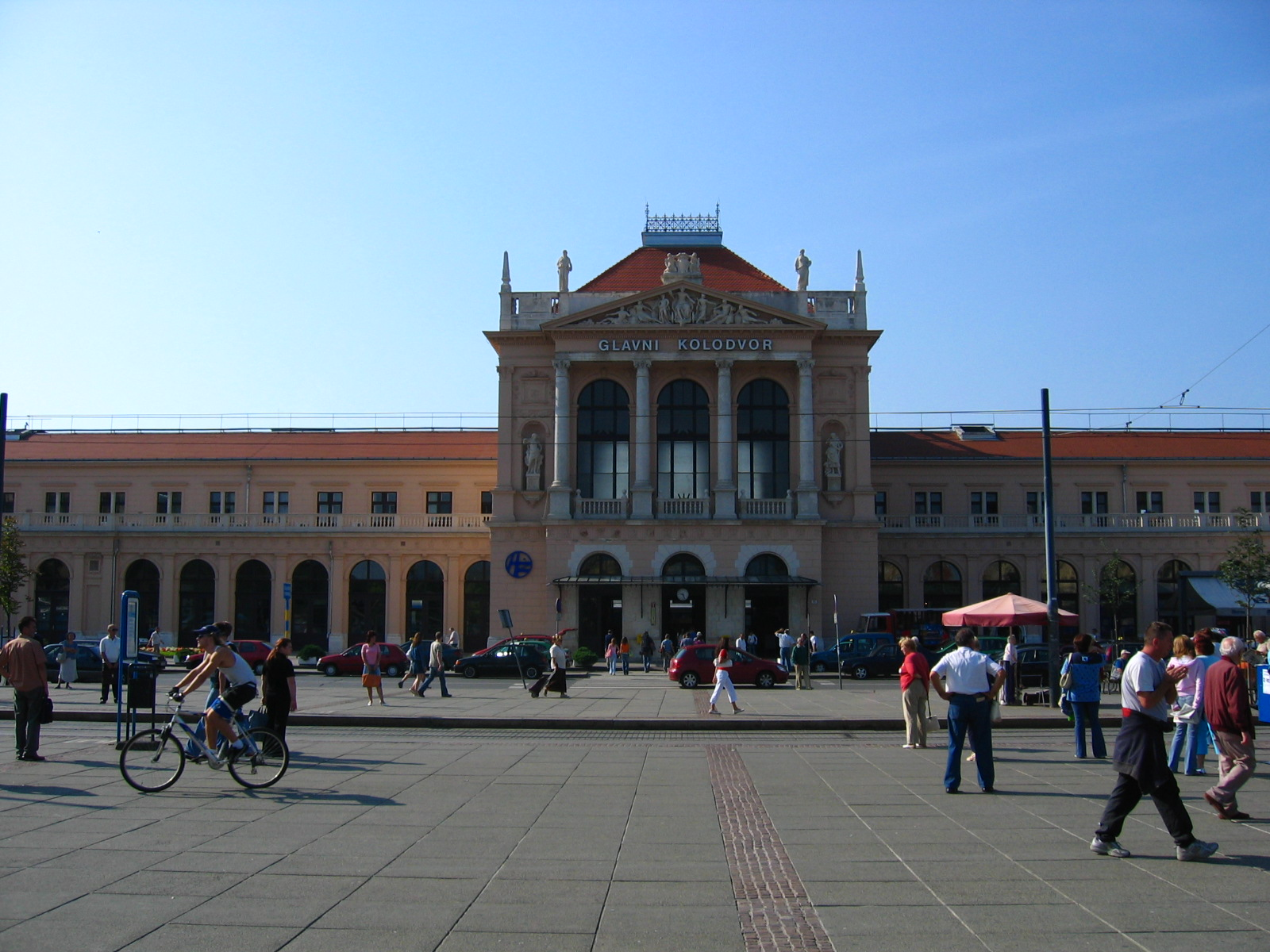
Hauptbahnhof (Glavni kolodvor) in Zagreb

Durch Kroatien führen Eisenbahnstrecken von Zagreb nach Osijek, Vinkovci, Rijeka und Split, sowie nach Slowenien, Ungarn, Bosnien und Herzegowina und Serbien. Das kroatische Bahnnetz bedarf dringender Modernisierung, da in den letzten Jahrzehnten nur wenig in die Bahn-Infrastruktur investiert wurde. Viele Strecken sind noch nicht elektrifiziert bzw. verlaufen noch einspurig und sind sehr kurvenreich.
Seit 2005 fahren einige Neigetechnikzüge der deutschen Baureihe VT 612 (RegioSwinger) auf der Bahnstrecke Zagreb–Split. Diese ermöglichen eine wesentlich komfortablere Reise und eine deutliche Zeitersparnis gegenüber den vorherigen konventionellen Zügen. Diese gehören zu den modernsten Zügen in Kroatien und werden unter dem Namen „InterCity Nagibni“ (ICN) geführt. Der ICN wird als die höchste Zuggattung Kroatiens angesehen. Es gibt mittlerweile auch ICN-Linien von Zagreb Richtung Osijek, Požega und Varaždin.

### Öffentlicher Verkehr

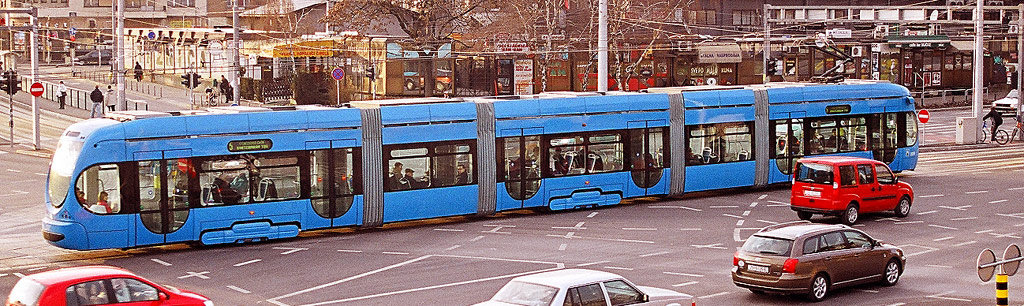
Niederflurstraßenbahn TMK 2200 aus kroatischer Produktion in Zagreb

Das öffentliche Verkehrsnetz der größten kroatischen Stadt Zagreb wird von der städtischen Betreibergesellschaft Zagrebački električni tramvaj (ZET) organisiert, sie betreibt die Straßenbahn Zagreb, die Standseilbahn Zagreb sowie den städtischen Autobusverkehr. 2005 wurde eine neue elektrische Niederflur-Straßenbahn mit modernster Technik und aus kroatischer Eigenproduktion eingeführt, welche vom CROTRAM-Konsortium gebaut wird (Modell TMK 2200).
Die Straßenbahn Osijek ist das einzige weitere Straßenbahnnetz in Kroatien.
Alle größeren Städte betreiben ein Linienbusnetz und die meisten verfügen über einen Busbahnhof; Kroatien ist außerdem durch ein dichtes, privat betriebenes Fernbusnetz erschlossen.

### Seeschifffahrt

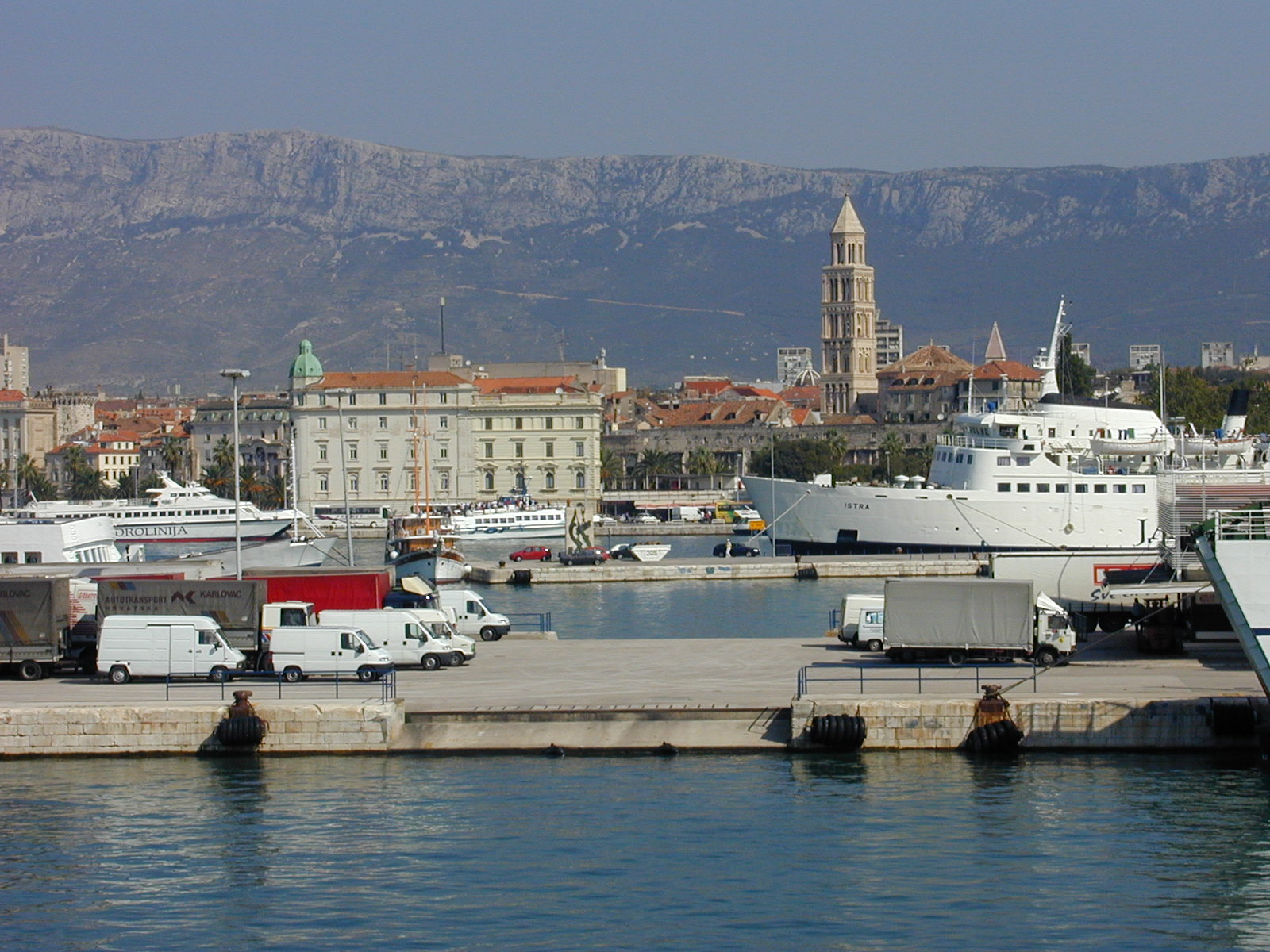
Der Hafen von Split

In Kroatien befinden sich mehrere große Seehäfen. Insbesondere vorteilhaft für Kroatien ist, dass die Hafenanlagen an der Adria vom Schiffsverkehr aus Asien und dem östlichen Mittelmeer fünf Tage früher angesteuert werden können als die Umschlagplätze an der Nordseeküste. Der größte kroatische Hafen mit dem zugleich tiefsten Zugang für große Schiffe in der gesamten Adria (18 m) ist Rijeka an der kroatischen Nordküste. Bis 2009 soll der Hafen von Rijeka mit Krediten im Ausmaß von 156,5 Millionen Dollar umfassend modernisiert und umgestaltet werden. Das Projekt „Rijeka Gateway“ strebt eine Sanierung der Infrastruktur wie auch die Revitalisierung der Randbereiche zwischen dem Hafenbereich und dem Stadtzentrum an. Außerdem soll der Hafen durch neue Straßenprojekte besser an das kroatische Autobahnnetz angebunden werden. Eine neue Niederflur-Bahnstrecke von Rijeka nach Zagreb ist ebenfalls in Planung. Am Hafen sollen Kreuzfahrtschiffe mit einer Kapazität von bis zu 500 Passagieren anlegen können. Ebenso wird mit einer Schifffahrtstiefe von minimal 18 Metern das Anlegen von noch moderneren Schiffen gewährleistet. Insgesamt soll der Hafen somit in Zukunft in einen modernen, mediterranen Hafen umgewandelt werden, der das Stadtleben mit dem Hafenflair verbinden soll.
Unmittelbar nach Rijeka folgt von der Größe her der Industriehafen Ploče in Süddalmatien (strategische Bedeutung für die Wirtschaft von Bosnien und Herzegowina). Der größte kroatische Passagier- und Fährhafen ist Split, dessen Hafen oft auch als Tor zu den Inseln bezeichnet wird (vor Kroatiens Küste gibt es mehr als tausend Inseln).
Bereits im Jahre 2006 soll der Fährverkehr innerhalb Kroatiens privatisiert werden, was insbesondere das größte kroatische Schifffahrtsunternehmen Jadrolinija zu spüren bekommen wird. Insbesondere die Bevölkerung, die auf den Inseln lebt, fürchtet um die Erhaltung unprofitabler Schiffsverbindungen. Die Regierung setzt sich immer stärker für diese Bevölkerung ein. So sollten beispielsweise speziell angefertigte medizinische Katamarane eine rasche und verlässliche gesundheitliche Versorgung ermöglichen. Ebenso wird öffentlich über eine Erhöhung der Zahl der Hubschrauber-Landeplätze und über die Anschaffung von Hubschraubern für Notsituationen auf den Inseln nachgedacht.

### Binnenschifffahrt
| Umschlag der kroatischen Binnenhäfen 2006 | Tsd. t |
| Vukovar                                   | 925,5  |
| Osijek                                    | 464,1  |
| Slavonski Brod                            | 161,1  |
| Sisak                                     | 156,9  |

Kroatien verfügt über insgesamt vier Binnenhäfen, die alle an der Donau und ihren Nebenflüssen Save und Drau liegen. Über sie wurden 2006 1,5 % des gesamten Güteraufkommens in Kroatien abgefertigt, hauptsächlich Kohle, Schlacke, Mineraldünger, Eisenerz, Blech, Zucker, Rohöl und Kies. Die Donau, die als Wasserstraße der Klasse VI eine bedeutende Verkehrsverbindung zwischen Ost- und Mitteleuropa darstellt, berührt das Land im Osten. Der kroatische Donauhafen ist Vukovar. Drau und Save fließen nach Ostsüdost der Donau zu. Die Drau ist jedoch nur bis zum Hafen Osijek Wasserstraße der Klasse IV, wenige Kilometer oberhalb endet auch der Bereich der Klasse III. Osijek liegt wie auch Vukovar im äußersten Osten Kroatiens. Im Tal der Save, die auch durch das slowenische Ljubljana und durch Zagreb fließt, befinden sich das wichtige kroatische Industriezentrum Sisak sowie Slavonski Brod, beide mit Hafen, außerdem die bosnischen und serbischen Zentren Bosanski Brod, Bosanski Šamac, Brčko, Sremska Mitrovica und Belgrad. Von Belgrad bis Slavonski Brod ist die Save derzeit – durch einschränkten Unterhalt in der Folge der Jugoslawienkriege auch nur noch teilweise – Wasserstraße der Klasse IV, bis Sisak Klasse III, zusammen 586 Kilometer. Die Save bietet somit großes Potential für einen weiteren Ausbau, auch angesichts der Tatsache, dass vor dem Krieg bereits jährlich 15 Mio. Tonnen Güter auf ihr befördert wurden, während derzeit ungefähr 0,5 Mio. Tonnen geschätzt werden. Zur Umsetzung von Maßnahmen an dem internationalen Gewässer wurde von den Anliegerstaaten, also auch Kroatien, eine internationale Save-Kommission geschaffen. Daneben bestehen aber seit längerem kroatische Pläne, eine direkte Verbindung zwischen der Save bei Šamac und der Donau bei Vukovar herzustellen, womit unter anderem eine Verkürzung der Strecke zu donauaufwärts gelegenen Zielen von ca. 400 Kilometern zu erreichen wäre. Diese Strecke müsste allerdings als 61 Kilometer lange Kanalstrecke vollständig neu erstellt werden. Ein im Januar 2009 veröffentlichtes von den Beteiligten beauftragtes Gutachten zu den verschiedenen Alternativen kam zu dem Ergebnis, dass der Ausbau der Save bis Sisak zur Klasse IV einschließlich der Wiederherstellung unterhalb Slavonski Brod 79 Mio. Euro kosten würde, ein vollständiger Ausbau bis Sisak zur Klasse Va mit 82 Mio. Euro nur unwesentlich mehr, wovon Kroatien einen Anteil von 58 % zu tragen hätte. Der Save-Donau-Kanal würde 750 Mio. Euro kosten. Ein Ausbau der Save bis Zagreb oder sogar Slowenien wird dagegen als unwirtschaftlich angesehen.

### Schiffbau
Zu den bedeutenderen Werften in Kroatien gehören:
- Uljanik (Pula)
- 3. maj (Rijeka)
- Viktor Lenac (Rijeka)
- Kraljevica (Kraljevica)
- Brodotrogir (Trogir)
- Brodosplit (Split)
- Radež (Blato, Korčula)
- Greben (Vela Luka, Korčula)
- Inkobrod (Korčula, Korčula)

## Telekommunikation
Der Telekommunikationssektor ist in Kroatien reguliert durch Marketregulator HAKOM und bereits gut entwickelt, insbesondere was die Mobilfunknetze betrifft und hat in den letzten Jahren im Vergleich zu anderen Wirtschaftsbranchen in Kroatien die größten Fortschritte gemacht. Dies ist auch daran ersichtlich, dass der Telekommunikationssektor in diesem Land einen höheren Anteil am BIP trägt, als dies in den alten EU-Ländern der Fall ist (über 5 %). Auch die Gesetzgebung in diesem Bereich befindet sich bereits auf europäischem Niveau, wenn nicht sogar höher. Als Folge der Liberalisierung des Marktes im Jahr 2005 kommen immer mehr alternative Telekommunikations-Betreiber auf den kroatischen Markt.

### Festnetz
Neben der ehem. staatlichen HT (Hrvatski Telekom), jetzt T-HT (T-Hrvatski Telekom, zur Deutschen Telekom gehörig), gibt es seit Mitte 2005 zahlreiche neue Betreiber, die nach der Marktliberalisierung sofort in Betrieb gingen. Unter anderem wären hier etwa Optima Telekom oder H1 Telekom (Portus) zu nennen. Die Penetration in diesem Bereich beträgt ca. 40 %.

### Mobilfunk
In Kroatien gibt es drei Mobilfunknetzbetreiber:
- A1 Hrvatska (vor 1. Oktober 2018: VIPnet) - Vorwahl 091, im Besitz der österreichischen Telekom Austria, erster privater GSM-Mobilfunkanbieter, sehr gut ausgebautes Netz, Gesamtkundenzahl 1,51 Millionen Kunden (34,76 % Marktanteil, Stand: April 2017).[8]
- Hrvatski Telekom: Vorwahl 098 und 099, ehem. HT Mobile – CROnet, erstes und ehem. staatliches bestausgebautes Netz, heute im Besitz der Deutschen Telekom, Gesamtkundenzahl: 2,07 Mio. Kunden (47,69 % Marktanteil, Stand: April 2017).[9]
- Telemach Hrvatska: Vorwahl 095, seit Herbst 2005, Gesamtkundenzahl: 0,823 Mio. Kunden (Stand: 31. Dezember 2014).[10]

Zusätzlich gibt es zwei virtuelle Anbieter:
- Tomato: Vorwahl 092, virtueller Netzbetreiber, lediglich Wertkarte, benutzt das Netz von A1 Hrvatska
- BonBon: Vorwahl 097, virtueller Netzbetreiber, Wertkarte und Postpaid, seit 2010, benutzt das Netz von Hrvatski Telekom (T-mobile)

Der Mobilfunksektor in Kroatien war immer schon recht gut entwickelt. Die beiden größten Netze garantieren eine flächenmäßige Abdeckung von über 98 %. Auch bei der Einführung neuen Technologien, wie WAP, GPRS oder MMS war Kroatien stets vorne dabei. Auch UMTS und mobile Videotelefonie sind bereits verfügbar in Kroatien. Dem kroatischen Telekommunikationssektor wird immer noch recht gutes Wachstumspotential zugeschrieben, da noch keine vollständige Marktsättigung erreicht wurde. Die Penetration beträgt hier etwas über 65 %.

### Internet
Mehr als 55 % der Einwohner Kroatiens haben Internetzugang, häufig jedoch nur über dial-up-Verbindungen. Die Verfügbarkeit von Breitband-Internetzugängen wächst sehr schnell. Die Zahl der Benutzer von ADSL bei T-Com stieg 2007 um 50 %. Die Breitband-Penetrationsrate ist mit 8,6 % noch sehr niedrig. Seit 2005 wurden jedoch die Preise für ADSL-Zugänge von Seiten der Betreiber spürbar gesenkt. Es sollen hiermit Wachstumsanreize für Breitbandzugänge zu erschwinglichen Preisen geliefert werden. Neben T-Com Internet sind als bedeutendere Betreiber u. a. Iskon Internet, Metronet und Optima Telekom zu nennen. 2005 wurden in Kroatien bereits Frequenzlizenzen für Internet-Funknetzwerke vergeben. Insbesondere durch neue WiMAX-Funknetzwerke soll die Internet-Infrastruktur in ganz Kroatien ausgebaut werden. Die flächenmäßige Abdeckung ganzer Städte und Regionen mit dieser Technik wurde hierbei beschlossen.

### Digitales Fernsehen
Kroatien nimmt, was die terrestrische Abdeckung mittels digitaler TV-Sendetechnik (DVB-T) betrifft, eine führende Stellung in Europa ein und hat Anfang des Jahres 2006 von Seiten der Europäischen Kommission europaweit die beste Bewertung diesbezüglich bekommen. In Kroatien besteht bereits die Möglichkeit zur digitalen Abdeckung von 70 % der Bevölkerung (Stand: 2006).
| Objekt                              | Sendestärke [RMS] | Kanal  | Frequenz   | Abgedeckte Orte                                                                           |
| ----------------------------------- | ----------------- | ------ | ---------- | ----------------------------------------------------------------------------------------- |
| Sljeme(H-polarizacija)              | 1000 W            | 27 UHF | 522,00 MHz | Sektor: Dugo Selo - Ivanić Grad - Zagreb - Sisak - Glina - Karlovac - Samobor - Zaprešić. |
| Zagreb - Prisavlje (H-polarizacija) | 250 W             | 56 UHF | 754,00 MHz | Stadt Zagreb und Umgebung                                                                 |
| Josipovac (H-polarizacija)          | 160 W             | 33 UHF | 570,00 MHz | Stadt Osijek und Umgebung                                                                 |
| Labinštica (H-polarizacija)         | 500 W             | 36 UHF | 594,00 MHz | Split - Kaštela - Insel Brač (Nordteil) - Čiovo - Šolta                                   |
| Srđ (H-polarizacija)                | 1000 W            | 59 UHF | 778,00 MHz | Stadt Dubrovnik und Umgebung - Cavtat                                                     |
| Učka (H-polarizacija)               | 2500 W            | 28 UHF | 530,00 MHz | Istra (außer Nordteil) - Rijeka - Kvarner                                                 |
| Ugljan (H-polarizacija)             | 250 W             | 51 UHF | 714,00 MHz | Zadar und Umgebung                                                                        |

### HDTV
Im März 2007 begann der Testbetrieb von terrestrischem HDTV im Zagreber Raum. Kunden können mit entsprechenden DVB-T Boxen, die auch für den Empfang von hochauflösendem Fernsehen ausgestattet sind, das Signal empfangen. Zunächst werden hochauflösende Panoramen von kroatischen Städten und Regionen gezeigt, dessen Bild- und Tonaufnahmen diese neue Technologie wohl am besten zu präsentieren vermögen. Sportsendungen, die bereits meist im HDTV-Format vorliegen sollen ebenfalls vermehrt ausgestrahlt werden, wie auch andere Inhalte des kroatischen Fernsehens.

### Rundfunk
Einige kroatische Mittelwellensender können in den Abendstunden leicht in Deutschland empfangen werden. Am besten kann der 600 kW (vor 1991 1200 kW) starke Sender aus Grbre auf 1134 kHz empfangen werden, gefolgt von dem Sender aus Deanovac auf 1125 kHz.